# Corlătești (okręg Aluta)
Corlătești – wieś w Rumunii, w okręgu Aluta, w gminie Cezieni. W 2011 roku liczyła 359 mieszkańców.